# Ágios Therápon
Pour les articles homonymes, voir Ágios Therápon (homonymie).
Ágios Therápon (grec moderne : Άγιος Θεράπων) est un village de Chypre de plus de 125 habitants.